# Méroclès de Salamine
Méroclès (en grec ancien Mοιροκλής) est un orateur du parti anti-macédonien du IVe siècle av. J.-C., natif de l'île de Salamine, contemporain de Démosthène, et comme lui ennemi des rois Philippe II de Macédoine et Alexandre. 

## Éléments  biographiques
À l'époque de la médiation de Démade, Alexandre, qui a détruit et rasé Thèbes, demande au parti anti-macédonien de se rendre (-335). Il est fait mention de Méroclès contre Dinarque, avocats dans l'Accusation contre Théocrine, affaire reprise à tort dans les œuvres de Démosthène. 
En matière politique, il a été l'auteur d'un décret pour la suppression de la piraterie, accepté par les Athéniens et leurs alliés. Poursuivi par Eubule pour extorsion par des exploitants de mines d'argent, le poète comique Timoclès le montre dans une de ses pièces corrompu par Harpale. Sans en connaître la raison, les historiens retiennent mention dans l'histoire d'un séjour en prison de Méroclès. Peu de temps après, il fait partie des accusateurs des fils de l'orateur Lycurgue, à en croire une lettre dont l'authenticité est sujette à débats, attribuée à Démosthène. Selon le Pseudo-Plutarque, c'est  à l'accusation de Ménésechme qu'il est emprisonné. Aristote fait mention de Méroclès.

## Sources
- Athénée, Deipnosophistes [détail des éditions] (lire en ligne)
- William Smith, lexicographe britannique (1813-1893) : Dictionary of Greek and Roman Biography and Mythology, "Moerocles", Boston, (1867).